# Danh sách chương trình kênh Discovery Channel
Dưới đây là danh sách các chương trình truyền hình Discovery Channel.

## Chương trình đang phát sóng
- Aaron Needs a Job
- Alaska: The Last Frontier
- Alaskan Bush People
- American Chopper
- BattleBots
- Bering Sea Gold
- Cash Cab
- Contact
- Daily Planet
- Deadliest Catch
- Diesel Brothers
- Dirty Mudder Truckers
- Dual Survival
- Edge of Alaska
- Expedition Unknown
- Fast N' Loud
- Frontier
- Gold Rush
- Gold Rush: White Water
- Guardians of the Glades
- Homestead Rescue
- Jeremy Wade's Dark Waters
- Killing Fields
- The Last Alaskans
- Masters of Arms
- Masters of Disaster
- Misfit Garage
- Moonshiners
- MythBusters
- Naked and Afraid
- Naked and Afraid XL
- Raising Wild
- Savage Builds
- Serengeti
- Sticker Shock
- Street Outlaws
- Street Outlaws: No Prep Kings
- Trading Spaces
- Treasure Quest: Snake Island
- Undercover Billionaire
- Vegas Rat Rods
- Vintage Tech Hunters
- Wheeler Dealers
- You Have Been Warned
- Yukon Men

## Chương trình sắp phát sóng
- Why We Hate (ngày 13 tháng 10 năm 2019)
- Uncharted (working title) (Fourth Quarter 2019)
- Deep Planet (2019)
- Hard To Kill (working title)
- Legends of the Wild (working title)
- Mysterious Planet (working title)
- Perfect Planet (working title)
- River of No Return (working title)
- Rob Riggle: Global Investigator (working title)
- Taken By The Tiger (working title)
- Wildlife Warriors (working title)

## Chương trình cũ
- 2057 (2007)

JAV xxx (2009)
- 9/11 Firehouse (2013)
- A Fishing Story with Ronnie Green (2017)
- Adrenaline Rush Hour (2009)
- After the Climb (2007)
- Africa (2013)
- Air Pressure (2015)
- Aircrash Confidential (2011–2012)
- Airplane Repo (2010-2015)
- Airshow (2015)
- Alaskan Steel Men (2013)
- Alien Planet (2005 special)
- American Casino (2004–2005)
- American Guns (2011–2012)
- American Hot Rod (2004–2008)
- American Loggers (2009–2011)
- American Made Inventors (2017)
- American Muscle (2014)
- American Tarzan (2016)
- American Treasures (2011)
- American Underworld (2011)
- Amish Mafia (2012-2015)
- Animal Face-Off (2004)
- Apocalipse Preppers (2013)
- Arctic Rescue (2015)
- Argo: Inside Story (2013)[1]
- Arthur C. Clarke's Mysterious Universe
- Assignment Discovery
- Atlas (2006–2008)
- Atlas 4D (2010)
- Auction Kings (2010-2013)
- Backyard Oil (2013)
- Bad Universe
- Barbarians - Secrets of the Dark Ages (2002)
- The Battle for Rome (2006)
- Battlefield
- Battlefield Detectives (2003)
- "Beast Tracker"
- Beachbody
- Before the Dinosaurs
- Before We Ruled the Earth
- Bermuda Triangle Exposed
- Beyond 2000
- Beyond Tomorrow
- Big! (2004)
- The Big Brain Theory[2]
- Biker Build-Off (2002–2007)
- Billion Dollar Secret
- Bizarre Dinosaurs
- "Blue Collar Bankers"
- The Blue Planet
- Blueprint for Disaster
- Bone Detectives (2007–2008)
- Brainiac
- Breakout
- Brew Masters (2010)
- Building the Future
- Building the Ultimate (2005)
- Built for Champions
- Bush Tucker Man (c. 1992)
- Canada's Worst Driver
- Canada's Worst Handyman
- Carfellas
- Century of Warfare
- Chop Shop London
- Choppers
- The Colony (2009–nay)
- Connect
- Crash of the Century
- Curiosity
- Curious and Unusual Deaths
- The Curse Of Tutankhamen (1999)
- Cutter Oil (working title; premiere TBA)[2]
- Daily Planet
- Dangerman (Geoff Mackley)
- Darcy's Wild Life
- Daring Capers (1999-2001)
- Dark Fellowships: The Vril
- Dead Men's Tales
- Deadly Women
- Dealers
- Deception with Keith Barry
- Decoding Disaster
- Designer Guys
- Destroyed in Seconds (2008-2009)
- The Detonators
- The Devil's Ride
- Diagnosis: Unknown
- Dinosaur Planet
- Dinosaur Revolution[3]
- Dirty Jobs (2003-2012)
- Disaster Detective
- Disaster Eyewitness
- Discovery Atlas
- Discover Magazine
- Discovery News
- Discovery Profile
- Discovery Sport
- Discovery Sunday
- Doctorology
- Doing DaVinci
- Doomsday 2012 (2008 special)
- Doomsday Bunkers
- Double Agents
- Download: The True Story of the Internet
- Dragons: A Fantasy Made Real
- Dual Survival
- Easy Does It (1991-1996)
- Eco-Challenge (2001)
- Eco-Tech (2003)
- End Day
- Endurance
- Engineering Volcanoes
- Equinox
- Escape Stories (2001)
- Everest: Beyond the Limit (2006–2009)
- Everything You Need To Know
- Exhibit A: Secrets of Forensic Science
- Expedition Borneo
- Explosions Gone Wrong
- Extreme Engineering (2003–2011)
- Extreme Machines (1997)
- Extreme Peril
- Extreme Smuggling (2013–nay)[4]
- Extreme Survival
- The FBI Files (1998–2006)
- Fearless Planet
- The Feuding Tombs of Christopher Columbus
- Fields of Armor
- Fight or Die
- Fight Quest (2007–2008)
- The Final 24
- Fireballs from Space
- Firehouse USA: Boston
- Firepower
- Flying Heavy Metal (2005)[5]
- Flying Wild Alaska
- Forensic Detectives (1999-2001)
- Frontiers of Construction
- Frontiers of Flight
- Frozen Planet
- Full Force Nature
- Full Metal Challenge
- The Future Is Wild
- Future Weapons (2006–2008)
- FutureCar
- Garage Takeover
- Ghost Lab
- Ghosthunters
- Giant Squid: Caught On Camera
- Globe Trekker
- Going Tribal
- Gold Star Racing
- Great Bear Stakeout (special; premiered ngày 12 tháng 5 năm 2013)[6]
- The Great Biker Build Off
- The Greatest Ever (2005)
- Green Village
- Guinea Pig
- Gutbusters (2002 special)
- Harley and the Davidsons (2016)
- A Haunting (2005–2007 on Discovery, 2011–nay on Destination America)
- The Haunting in Connecticut (2003 film)
- Hazard Pay
- Heirs to the Dare
- Heroes (2006)
- Hidden
- Hijack El Al Flight 426
- Hogs Gone Wild
- The Holocaust: In Memory of Millions
- Home Matters
- Hooked on Fishing (1999–unknown)
- How Beer Saved the World (2011)
- How Booze Built America (2012)
- How Do They Do It?
- How Does It Work?
- How It's Made
- How to Survive
- How The Universe Works
- How We Invented the World (miniseries; 2013–nay)[7]
- Howe & Howe Tech (2010–2011)
- Huge Moves
- Human Body: Pushing the Limits (2008)
- The Huntsmen (premiere TBA)[2]
- I, VIDEOGAME
- I Shouldn't Be Alive
- I Was Bitten
- Iditarod: Toughest Race on Earth
- In the Wild with Harry Butler
- Incredible India!
- India with Sanjeev Bhaskar
- Industrial Revelations (2002–2004)
- Inside Planet Earth
- Instinto Asesino
- Interior Motives
- Into Alaska with Jeff Corwin
- Into the Lion's Den
- Into the Universe with Stephen Hawking
- Into the Unknown with Josh Bernstein
- Invention
- Is Born
- Is It Possible?
- It Takes a Thief
- JFK: The End Of Camelot
- Jungle Gold
- Junkyard Wars (2001–2003)
- Justice Files
- Klondike (2014)[2]
- Korea: The Forgotten War
- LA Ink (2007-2011)[8]
- Last Day of the Dinosaurs (2010 special)
- Last One Standing
- Legend Detectives (2005 miniseries)
- Licence to Drill
- Life (2010)
- Lobster Wars (2007)
- Lost Animals of the 20th Century
- The Lost Ship of Venice (2006 special)
- The Lost Tomb of Jesus (2007 special)
- Lynette Jennings Design
- Magic of Science
- Mammals Vs. Dinosaurs
- Man vs. Wild (2006–2011)
- Man, Woman, Wild
- Manhunt: Unabomber (2017 miniseries)[9][10][11]
- Massive Engines
- Massive Machines
- Mayday
- Mega Builders
- Mega Engineering
- Miami Ink
- Mind, Body & Kick Ass Moves
- Miracle Planet
- Modern Gladiators
- Moment of Impact
- Mongrel Nation
- Monkey Business
- Monster Garage
- Monster House
- Monster: A Portrait Of Stalin In Blood
- Monsters Inside Me
- Monsters Resurrected
- Most Evil
- Mostly True Stories: Urban Legends Revealed
- Movie Magic
- Mummy Detective with Bob Brier (2004 miniseries)
- My Shocking Story
- The Mysterious Death of Cleopatra (2006)
- MythBusters
- Naked Castaway (premiere TBA)[2]
- Nasty by Nature
- Nature by Design
- Nature's Deadliest
- Nature's Most Amazing Events
- The New Al-Qaeda
- The New Detectives: Case Studies in Forensic Science (1996–2005)
- The Next Step (1991–1996)
- NextWorld
- Nightmare Next Door
- Normandy: The Great Crusade
- North America (2013 miniseries)[12]
- Oddities
- On the Run
- One Car Too Far
- One Man Army
- One Step Beyond
- One Way Out (2008–2009)
- Out In The Cold
- Outlaw Empires (2012 miniseries)
- Overhaulin' (2004–2009 on TLC, 2012–2015 on Discovery)
- Pagans
- Passport to Space
- Patent Bending
- The Patiala Necklace (2004)
- People Watch
- Perfect Disaster
- Pitchmen
- Planes That Never Flew
- Planet Earth
- Point of No Return (2002)
- Pompeii – Killer In Our Midst (2005)
- Pompeii: The Last Day (2003)
- Pompeii of the East (2005 special)
- Pop Nation
- Portraits
- Profiles of Nature
- Property Wars
- The Prosecutors: In Pursuit of Justice
- Prototype This!
- Prehistoric
- Prehistoric Planet
- Prehistoric Park
- Pyramid Beyond Imagination (2002)
- Ragin' Cajuns (2012)
- Raging Planet
- Rally Round the House
- Raw Nature
- Ray Mears' The Real Heroes of Telemark (2003 special)
- Ray Mears' World of Survival (1997–1998)
- The Reagan Legacy
- The Real American Cowboy
- Really Big Things
- Reporters At War (2003 miniseries)
- Rex Hunt's Fishing Adventure (1991–2004)
- Rides
- Rise of the Video Game
- Rivals
- Road Trip USA
- Robotica
- Rocket Science
- Royal Deaths & Diseases (2003–2004)
- RTL Autowereld
- Salvage Squad
- Sasquatch: Legend Meets Science
- Sci-Fi Saved My Life
- Sci-Trek
- The Science of Sex Appeal
- The Science of Star Wars
- Scrapheap Challenge
- Seven Wonders Of...
- Sex Sense (miniseries)
- Shark Week (annual program)
- Siberian Cut (2014)
- Silver Rush (2013)[13]
- The Sinking of the Lusitania: Terror at Sea
- Skywire Live
- Smash Lab (2007–2008)
- Solving History with Olly Steeds
- Some Assembly Required (2007–2008)
- Sons of Guns[14]
- Stealth Secrets (≤ 2005)[15]
- Storm Chasers (2007–2011)
- Storm Warning
- Story of India
- Stranded: With Cash Peters (Travel Channel)
- Strange Days at Blake Holsey High
- Street Outlaws[16]
- Stunt Junkies
- The Sun
- Super Structures of the World (1998–)
- Super Weapons of the Ancient World (2005 series)
- Superstorm
- Supervolcano
- Surprise by Design
- Survive This
- Survivorman
- Swamp Brothers
- Swamp Loggers
- Swords: Life on the Line
- Tanks
- Tanks! The Aces (≤ 2005)
- Test Case (2006)
- Texas Car Wars
- Tilt 23 1/2
- Time Warp
- Titanic: Anatomy of a Disaster
- Top Gear
- Top Marques
- Top Ten (2004–2005)
- Tournament
- Travelers
- Treasure!
- True Horror with Anthony Head (2004)
- Ultimate Car Build-Off
- Ultimate Cars
- The Ultimate Guide
- The Ultimate Ten
- Unchained Reaction
- Under Siege: America's Northern Border (2013 special)[17]
- Understanding
- Universe
- Unsolved History (2002–2005)
- Untamed Africa
- Valley of the T-Rex (2001 special)
- Verminators (2008–2009)
- Viking Voyages: Wings of the Dragon (2005)
- Walking with Beasts
- Walking with Cavemen
- Walking with Dinosaurs
- A Walking With Dinosaurs Trilogy: Sea Monsters (2003 trilogy)
- Walking with Monsters
- Warlocks Rising (premiered ngày 5 tháng 7 năm 2013)[18]
- Warrior Women
- Weapon Masters (2007)
- Weaponizers
- Weapons of War (series)
- Weed Country (2013)[19]
- Weird or What?
- What's That About?
- Wheeler Dealers
- When Dinosaurs Roamed America
- When Dinosaurs Ruled
- When We Left Earth: The NASA Missions
- Why Didn't I Think of That?
- Wild Discovery
- Wild Pacific
- Wild Weather (2002 miniseries)
- Wildlife Chronicles
- Wings
- Wolves at Our Door
- A World Away
- World Birth Day (2002-2003)
- World Class Cuisine
- World of Wonder
- World's Biggest And Baddest Bugs (2004)
- The World's Strangest UFO Stories
- World's Toughest Fixes
- The World's Toughest Tunnel (2005)
- Wreckreation Nation
- X-Machines
- X-Ray Mega Airport (2015)
- You Have Been Warned
- You Spoof Discovery (2007 special)
- Zero Hour